# Lourties-Monbrun
Lourties-Monbrun é uma comuna francesa na região administrativa de Occitânia, no departamento de Gers. Estende-se por uma área de 9,5 km². Em 2010 a comuna tinha 165 habitantes (densidade: 17,4 hab./km²).